# Plebejus melissa
Plebejus melissa is een vlinder uit de familie van de Lycaenidae. De wetenschappelijke naam van de soort is voor het eerst geldig gepubliceerd in 1873 door William Henry Edwards.

## Kenmerken
De spanwijdte bedraagt tussen de 22 en 35 millimeter.

## Verspreidingsgebied
Het verspreidingsgebied beslaat het westelijk deel van Noord-Amerika, van Canada tot in Mexico, en het oosten van Noord-Amerika, maar ontbreekt daar in het midden. Elk jaar komen twee tot drie generaties tussen april en augustus tot ontwikkeling.

## Leefwijze
De waardplanten van de rupsen komen uit de geslachten Lupine, rupsklaver en rolklaver.

## Ondersoorten
- Plebejus melissa melissa
- Plebejus melissa annetta (Edwards, 1882)
- Plebejus melissa fridayi Chermock, 1945
- Plebejus melissa mexicana (Clench, 1965)
- Plebejus melissa paradoxa Chermock, 1945
- Plebejus melissa samuelis (Nabokov, 1944)